# Van der Hoop
Van der Hoop (ook: Thomassen à Thuessink van der Hoop, Thomassen à Thuessink van der Hoop van Slochteren en: De Wit van der Hoop) is een Nederlandse familie die bankiers en bestuurders voortbracht.

## Geschiedenis
De stamreeks begint met Cornelis (van der Hoop) die rond 1560 werd geboren. Diens kleinzoon Bartholomeus van der Hoop († 1699) werd burger van Arnhem. De familie splitste zich later in een Rotterdamse en een Groningse tak. In 1797 trouwde Abraham Johan van der Hoop (1775-1826), burgemeester van Groningen, met Arnoldina Aleida Maria Thomassen à Thuessink (1776-1859); een zoon van hen voegde de naam van zijn moeder aan de zijne toe en werd, als Evert Jan Thomassen à Thuessink van der Hoop (1809-1852), officier van justitie, de stamvader van de tak Thomassen à Thuessink van der Hoop. Een zoon van de laatste, Abraham Johan Thomassen à Thuessink van der Hoop van Slochteren (1838-1882) werd heer van Slochteren c.a. waarna nageslacht zich ook ging noemen Thomassen à Thuessink van der Hoop van Slochteren. De familienaam wordt wel afgekort tot Th. à Th. van der Hoop (van Slochteren).
De familie werd in 1914 opgenomen in het genealogische naslagwerk Nederland's Patriciaat.
De familie bezat het buitenhuis Fraeylemaborg in Slochteren.

## Wapen
Het wapen van de familie is een goudgeklede vrouw op een blauwe achtergrond, die voor een zilveren anker staat en op haar hand een zilveren duif heeft.

## Enkele telgen
Jan van der Hoop (†1702)
- Johan van der Hoop (1686-1767)
  - Adriaan van der Hoop (1734-1799)
    - Jan van der Hoop (1761-1841)
      - Adriaan van der Hoop (1794-1846), lid van de gemeenteraad van Rotterdam
        - Jan van der Hoop (1826-1904), president van de bijbank van de Nederlandsche Bank te Rotterdam
          - Alida Maria van der Hoop (1863-1901), kunstenares; trouwde in 1891 met Alfred Marie Breitenstein (1866-1955), assuradeur
          - Cornelis van der Hoop (1867-1951), commissionair in effecten

        - Catharina Lamberta van der Hoop (1827-1893); trouwde in 1850 met Salomon Joan René de Monchy (1824-1917), lid provinciale staten van Zuid-Holland
        - Bernard Christiaan Marie van der Hoop (1830-1906), effectenhandelaar
          - Adriaan Cornelis van der Hoop (1858-1922), in consulaire dienst, laatst consul-generaal van Nederland te Calcutta
          - Sara van der Hoop (1861-1945); trouwde in 1909 met Jan Maurits Brants (1850-1926), majoor der artillerie, lid provinciale staten van Gelderland
          - David van der Hoop (1864-1925), lid firma Jan van der Hoop & Zn., commissionairs in effecten te Rotterdam

    - Laurentius Bernardus de Wit van der Hoop (1781-1845), commissionair in effecten, later in granen, stamvader van de tak De Wit van der Hoop
- Abraham van der Hoop (1687-1742)
  - mr. Jan Nanning van der Hoop (1738-1782), lid gezworen gemeente 1760, schepen, raad, burgemeester van Arnhem 1763, gecommitteerde ter Staten-Generaal
    - Abraham Johan van der Hoop (1775-1826), burgemeester van Groningen, lid der provinciale staten van Groningen; trouwde in 1797 met Arnoldina Aleida Maria Thomassen à Thuessink (1776-1859)
      - Elisabeth Maria Magdalena van der Hoop (1807-1879); trouwde in 1828 met Guillaume Groen van Prinsterer (1801-1876)
      - Evert Jan Thomassen à Thuessink van der Hoop (1809-1852), officier van justitie
        - Abraham Johan Thomassen à Thuessink van der Hoop van Slochteren (1838-1882), lid van de Tweede Kamer
          - Evert Jan Thomassen à Thuessink van der Hoop van Slochteren (1875-1952), burgemeester van Sappemeer en Slochteren
            - Geertruida Hermanna Louisa Christina Thomassen à Thuessink van der Hoop van Slochteren (1915-2008), laatste bewoner van de Fraeylemaborg; trouwde in 1948 met jhr. drs. François van Panhuys (1914-1969), burgemeester

          - Matthijs Pieter Thomassen à Thuessink van der Hoop van Slochteren (1876-1967), burgemeester van Doorn
            - David Thomassen à Thuessink van der Hoop van Slochteren (1910-1991), burgemeester van Ellewoutsdijk, Driewegen en Bennebroek

          - Willemina Elisabeth Thomassen à Thuessink van der Hoop van Slochteren (1877-1942); trouwde in 1906 met Carel Wessel Theodorus baron van Boetzelaer, heer van Asperen en Dubbeldam (1873-1956), Tweede Kamerlid
            - Johanna Charlotte barones van Boetzelaer (1910-1994), door Pyke Koch geportretteerd

        - Hermanna Louisa Christina Thomassen à Thuessink van der Hoop (1846-1920): trouwde in 1871 met haar neef jhr. Sebastiaan Mattheus Sigismund de Ranitz (1846-1916), hofdienaar
        - Gijsbert Hendrik Thomassen à Thuessink van der Hoop (1847-1894), lid van de Tweede Kamer en burgemeester van Doornspijk
          - Abraham Nicolaas Jan Thomassen à Thuessink van der Hoop (1893-1969), KLM-verkeersvlieger die in 1924 naam maakte door als eerste van Nederland naar Nederlands-Indië te vliegen, later geograaf, etnograaf en historicus

Geslachten die opgenomen zijn in het sinds 1910 verschijnende genealogische naslagwerk Nederland's Patriciaat. Lijst volgens opgave van het CBG Centrum voor familiegeschiedenis.
A · B · C · D · E · F · G · H · I · J · K · L · M · N · O · P · Q · R · S · T · U · V · W · Y · Z